# Sebastianópolis do Sul (ort)
Sebastianópolis do Sul är en ort i Brasilien.   Den ligger i kommunen Sebastianópolis do Sul och delstaten São Paulo, i den södra delen av landet, 600 km söder om huvudstaden Brasília. Sebastianópolis do Sul ligger 452 meter över havet och antalet invånare är 3 031.
Terrängen runt Sebastianópolis do Sul är platt. Närmaste större samhälle är Nhandeara, 13,0 km väster om Sebastianópolis do Sul.
Omgivningarna runt Sebastianópolis do Sul är en mosaik av jordbruksmark och naturlig växtlighet. Runt Sebastianópolis do Sul är det ganska glesbefolkat, med 32 invånare per kvadratkilometer.